# Frédéric Delpla
Frédéric Delpla, född den 9 november 1964 i Sarcelles, Frankrike, är en fransk fäktare som tog OS-guld i herrarnas lagtävling i värja i samband med de olympiska fäktningstävlingarna 1988 i Seoul.